# Invictus (Fard-Album)
Invictus (lateinisch für unbesiegt) ist das zweite Studio-Soloalbum des deutschen Rappers Fard. Es erschien am 4. November 2011 über das Label Ruhrpott Illegal. Den Vertrieb übernahm Groove Attack. Außer der Standard Edition erschien noch eine Premium Edition mit drei Bonussongs, eine iTunes Premium Video Edition mit 19 Songs und zwei Musikvideos und eine limitierte "Power" Edition inklusive sechs Bonussongs und einem T-Shirt.

## Titelliste
| #  | Titel                  | Gastbeiträge | Produzent                | Länge |
| -- | ---------------------- | ------------ | ------------------------ | ----- |
| 1  | Intro                  |              | JumpaBeatz               | 2:52  |
| 2  | Endlich Helden         |              | B-Case                   | 4:00  |
| 3  | F. Nazizi              |              | Hookbeats, Christalbeats | 3:32  |
| 4  | Talion 45              | Snaga        | Hookbeats                | 2:52  |
| 5  | Seine Geschichte       |              | Hookbeats                | 4:26  |
| 6  | Kinder des Zorns       |              | Hookbeats, Christalbeats | 4:02  |
| 7  | Einsam                 |              | Beatzeps, Cubeatz        | 4:40  |
| 8  | S.O.S.                 |              | Beatzeps, Cubeatz        | 3:38  |
| 9  | Wir sind hier          |              | Roog                     | 3:15  |
| 10 | Dann bist du Häuptling |              | Beatzeps, Cubeatz        | 3:27  |
| 11 | Falsches Spiel         |              | B-Case                   | 3:50  |
| 12 | Rock n Roll            |              | Hookbeats                | 3:34  |
| 13 | Post für dich          |              | JumpaBeatz               | 4:36  |
| 14 | Ich will wissen        |              | Hookbeats, Christalbeats | 3:08  |
| 15 | Reich & Schön          |              | The Drumkidz             | 4:14  |
| 16 | Erinnerungen           |              | Beatzeps, Cubeatz        | 3:22  |

| #  | Titel                   | Gastbeiträge           | Produzent                    | Länge |
| -- | ----------------------- | ---------------------- | ---------------------------- | ----- |
| 17 | 60 Terrorbars Las Vegas |                        | Beatzeps, Joshimixu, Cubeatz | 3:48  |
| 18 | NRW                     | Farid Bang, Summer Cem | B-Case, Joznez               | 4:24  |
| 19 | Dein Kuss               |                        | Hookbeats                    | 3:44  |

| #  | Titel                    | Gastbeiträge | Produzent | Länge |
| -- | ------------------------ | ------------ | --------- | ----- |
| 20 | Märchenwelt              |              |           | 3:36  |
| 21 | Gutes kommt & Gutes geht | Moe Phoenix  |           | 4:30  |
| 22 | Kugelsicher              |              |           | 2:45  |

+ T-Shirt Gr. L

## Gastbeiträge
Die Standard Edition hat ein Feature Snagas namens Talion 45. Talion (lat. Vergeltung) steht für das 2009 gleichnamige Kollabo-Album der Gladbecker Rapper, 45 ist die allgemeine Postleitzahl des Ruhrpotts. Fard beginnt mit dem 1. Vers, anschließend folgt die Hook, die mit Texten von Nas, Xzibit und Biggie Smalls’ Kick In The Door geschmückt ist, den 2. Vers übernimmt Snaga. Nach Snagas Part wiederholt sich die Hook, danach kommt die Bridge mit denselben Zeilen der amerikanischen Rapper. Mit dem Ende der Bridge läuft der Beat instrumental ab.
Die Premium Edition hat mit NRW ein Feature mehr als die Standard Edition. Unterstützt wird Fard von Farid Bang und Summer Cem. Es handelt sich hierbei um die Fortsetzung des im Februar desselben Jahres aufgenommenen Songs Neureiche Wichser (NRW) aus Farid Bangs drittem Soloalbum Banger leben kürzer, das später indiziert wurde. Während bei Farids NRW die Abkürzung für Neureiche Wichser steht, beschreibt Fards NRW Nordrhein-Westfalen die sozialen Probleme, mit denen man dort zu rechnen hat.
Im Lied Gutes kommt & Gutes geht aus der Power Edition von Invictus unterstützt der R&B-Sänger Moe Phoenix den Rapper, indem er den Refrain singt.

## Musikvideos
Es wurden insgesamt zehn Musikvideos für das Album gedreht, das neuste zu Dein Kuss wurde drei Jahre nach dem Releasedatum am 5. November 2014 hochgeladen. Das erste Video erschien zu den 60 Terrorbars Las Vegas am 1. Juli 2011. Das Video zu Seine Geschichte, das mit seiner Veröffentlichung am 2. Oktober 2011 viel Aufmerksamkeit feierte, wurde bis heute nicht als Single ausgekoppelt, ist aber gemeinsam mit Endlich Helden Teil der iTunes Premium Video Edition. Ein Video zum Intro des Albums erschien bereits zehn Tage nach dem zweiten Video. Das vierte Video zu Endlich Helden, das fünf Tage nach seiner Veröffentlichung als einzige Single des Albums herauskam, wurde am 22. Oktober 2011 ausgekoppelt. Ein Splitvideo zu den Songs F. Nazizi und Rock ’n’ Roll erschien schon ungefähr eine Woche später als fünftes Musikvideo. Dennoch veröffentlichte Fard gegen Ende April 2012 ein Video mit voller Länge zu Rock ’n’ Roll. Ab dem 2. November konnte man schon Invictus in den Abteilungen der Elektroläden kaufen. So folgten trotzdem nach dem Albumrelease weitere Videos. Mit Snaga, der Fard sowohl im Song als auch im dazugehörigen Video unterstützt, wurde die Kollaboration Talion 45 nach 20 Tagen des Albums released.
Zwei Tage nach dem Release von Talion 45 erreichte Fard die Spitze der Aufmerksamkeit mit der Videoveröffentlichung des späteren Hits Reich & Schön.
Das letzte Video wurde zu Falsches Spiel in der zweiten Woche des März 2012 veröffentlicht.